# Schiemannsgarn

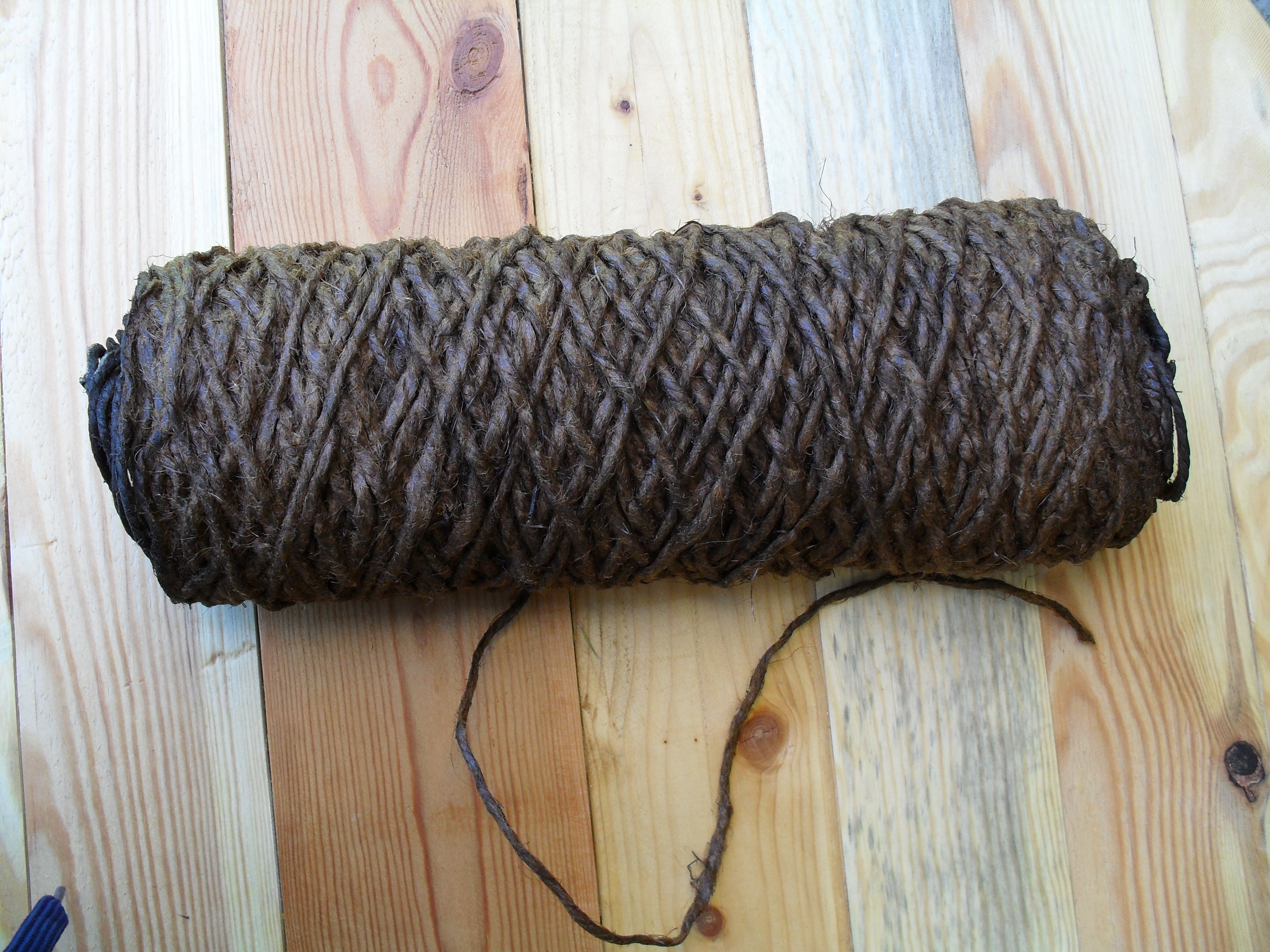
Schiemannsgarn aus vier Garnen, die in S-Drehung (links gedreht) gezwirnt sind.

Schiemannsgarn gehört zu den Kleintauwerken. Es besteht in der Regel aus vier bis sechs Garnen, die in S-Drehung (links gedreht) gezwirnt sind. Es ist zwischen drei und sechs Millimeter stark. Das Schiemannsgarn ist geteert, selten wird es ungeteert genutzt. Die Stärke richtet sich nach der vorgesehenen Verwendung. Es dient zum Umwickeln (Kleeden) der Spleißstellen von Drahttauwerk und stehendem Gut (Wanten, Stage etc.). Alternativ mit einem Hüsing-Seil gekleedert wurde dies auch mit Mitteln zum Labsalen getränkt.

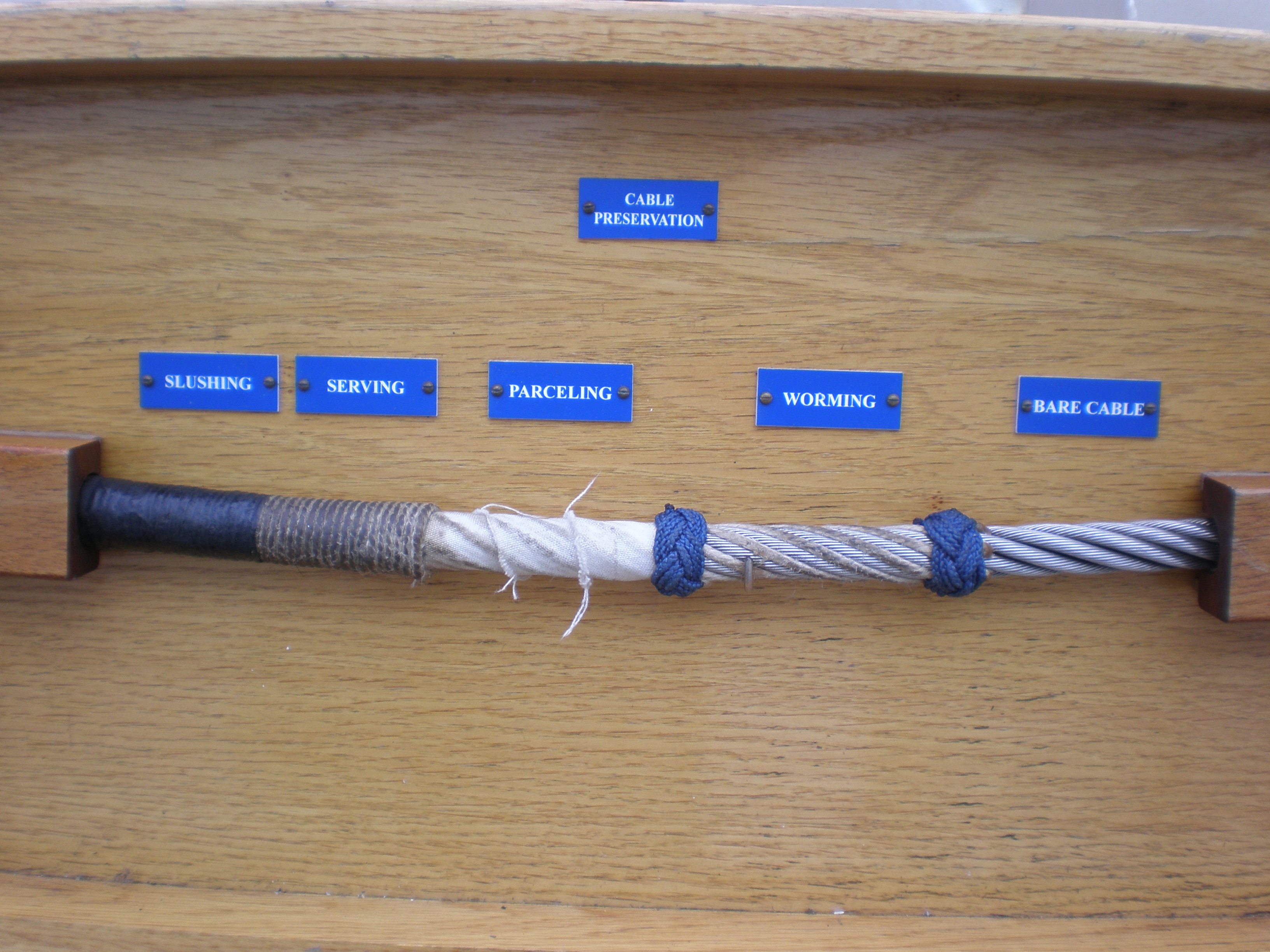
Schiemannsgarn von links aufgebracht, Bekleeden
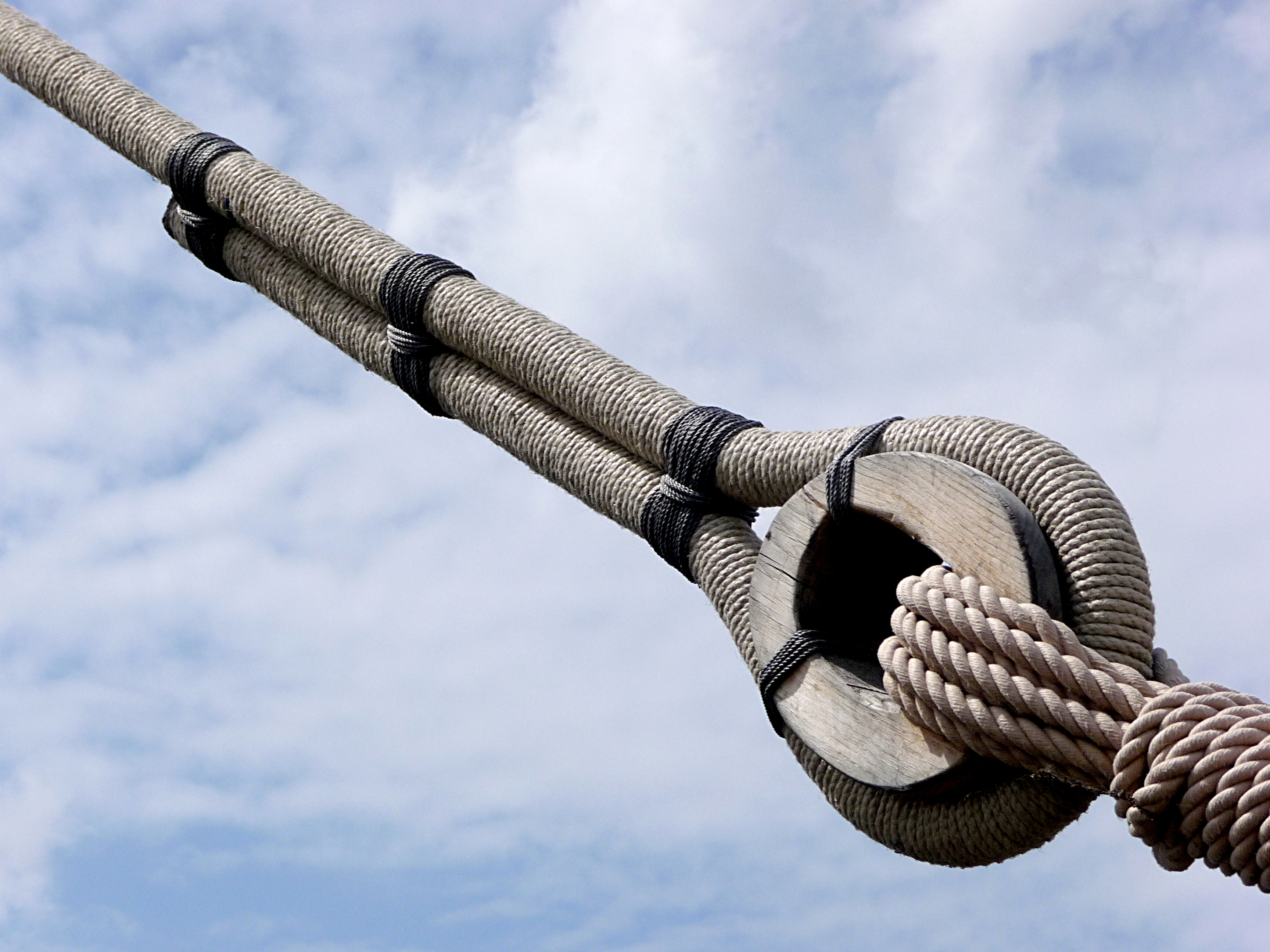
Mit Schiemannsgarn bekleedetes und beigebändseltes Auge